# Portada/efemèride agost 5
Guy de Maupassant
« 4 d'agost · 5 d'agost · 6 d'agost »